# 埃文·凯尔
埃文·博曼·凯尔（英語：Evan Berman Kail，1989年11月8日—），美国明尼苏达州典当行店主、古董商人、作家，因将一本记录了二战时期侵华日军所犯罪行的相册捐赠给中国而受到广泛关注。

## 早年经历
埃文从小就喜爱日本文化，并在明尼苏达大学日本研究专业取得了學士学位。
2017年11月16日，其所著的书籍《Ubered: My Life as a Rideshare Driver》出版。
2018年11月21日，书籍《Wolf in the Jungle》出版。
2018年11月22日，书籍《Ubered 2》出版。
2019年5月28日，书籍《Ubered: My Entire Life as a Rideshare Driver》出版。
2019年，埃文进入典當業，并以“（典当人）”的身份在TikTok和YouTube上活动。
2021年，开办店铺St. Louis Park Gold and Silver。
2022年1月15日，书籍《Wolf at the Gate》出版。

## 捐赠相册
2022年9月1日，埃文在Tiktok上发布视频称，他在8月29日收到了一名顾客想要卖掉的二战时期的相册。在翻阅后，他察觉到其中的一些照片可能与南京大屠殺等战争罪行有关，想要在网友的帮助下将其移交至博物馆。此后，他将这些照片的拍摄地由南京更正为上海。
2022年11月10日，埃文收到中國駐芝加哥總領事館（时任总领事为赵建）回复。
2022年11月16日，中方代表接见埃文，收到相册并致以感谢信，以及一个由文旅部赠送的《喜上眉梢》国礼瓷。

## 后续
2023年11月17日，埃文在其商店网站上发表文章，记述捐赠相册的历程，并附有电子版相册内容。
2024年11月16日，埃文抵达北京首都国际机场，开启了他的中国行，受到民众热烈欢迎。2025年1月28日，他在2025年央视春晚中出镜，与撒贝宁同台为舞蹈节目《喜上枝头》报幕。